# J·T·波士頓
J·T·波士頓（英語：James Tyree Poston，1993年6月1日—）是美國的一位高爾夫球手。他在2016年成為一名職業高爾夫球手。2019年，他在溫德漢姆錦標賽奪冠，這也是他首次獲得PGA巡迴賽賽事冠軍，也是1974年以來首個在比賽過程中沒有打出柏忌的奪冠選手。

## 外部連結
- J·T·波士頓在PGA巡迴賽的官方網站
- J·T·波士頓在男子高爾夫世界排名的官方網站